# (380) Фидуция
(380) Фидуция (лат. Fiducia) — довольно крупный астероид главного пояса, который принадлежит к тёмному спектральному классу C. Он был открыт 8 января 1894 года французским астрономом Огюстом Шарлуа в обсерватории Ниццы и назван латинским словом, которое переводится как «уверенность».

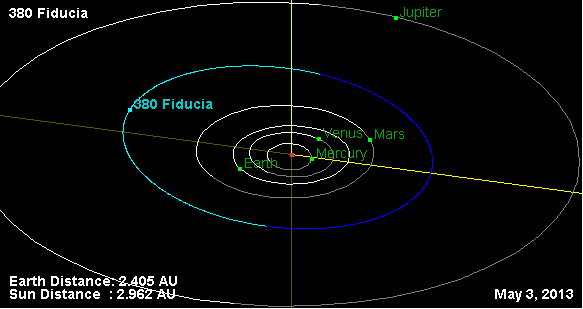
Орбита астероида Фидуция и его положение в Солнечной системе